# Year of No Light
Year of No Light ist eine 2001 in Bordeaux gegründete französische Post-Metal-Band. Der Name der häufig YONL abgekürzten Formation geht auf ein Lied der Indie-Rock-Band Three Mile Pilot zurück.

## Geschichte
Die 2001 gegründete Formation benötigte drei Jahre bis zu einem ersten stabilen Lineup. So stieß 2003 der Sänger und Keyboarder Julien Perez hinzu, während Christophe Mora in dieser Zeit die Band verließ. Bis zum Jahr 2004 arbeiteten Year of No Light in dieser Besetzung an ihren ersten Aufnahmen. Von der entstandenen Demo-CD-R mit handgefertigtem Cover wurden 150 Exemplare veröffentlicht. Die positive Resonanz auf die Veröffentlichung motivierte die Band, gezielt weiter Musik zu produzieren. Bis zur Veröffentlichung des nachfolgenden Debütalbums beteiligten sich YONL an zwei Samplern, übte und spielte mit ebensolchem Erfolg diverse Konzerte.
2006 erschien das in Genf aufgenommene Debütalbum Nord, welches Year of No Light zu internationaler Bekanntheit und Anerkennung verhalf. Nach der Veröffentlichung stieß der Monarch!-Gitarrist Shiran Kaidine ergänzend zur Band, welche in dem neuen Lineup 2008 beim Roadburn Festival auftrat. Der Auftritt wurde 2009 als LP und DVD sowie 2011 als CD veröffentlicht.
Während die Band diverse Split-Veröffentlichungen im Jahr 2009 herausbrachte, trennte sie sich von ihrem Sänger und verzichtete darauf ihn zu ersetzen. Das zweite Studioalbum Ausserwelt wurde somit von Year of No Light als sechsköpfige Band mit zwei Schlagzeugern und drei Gitarristen aufgenommen. Nach den Aufnahmen zu Ausserwelt wurde der Band durch einen befreundeten Musikpromoter die Möglichkeit offeriert, einen frei zu wählenden Stummfilm neu zu vertonen. Year of No Light entschieden sich für den frühen Tonfilm Vampyr von Carl Theodor Dreyer.

„Zu dieser Zeit waren unser aller Seelen und Körper damit befasst, ein klangliches Gegenstück zu Dreyers Besessenheit von dem Schönen, der Liebe, der Rache, der Sünde, dem Vergeben, dem Bösen, der Erlösung und dem Glauben zu erschaffen. Die Premiere dazu fand im Frühjahr 2010 in Bordeaux statt. Was wir aber ursprünglich nur als einmaliges Unterfangen betrachtet hatten, entwickelte sich bald von selbst zu einer zweijährigen Traumreise durch Europa.“

Die letzte Präsentation der Film-Tournee wurde im Februar 2012 aufgezeichnet und im darauf folgenden Jahr veröffentlicht. In späteren Gesprächen verdeutlichten die Bandmitglieder, dass die Arbeit an diesem Projekt den Songwritingprozess der Band maßgeblich beeinflusst hätte und das 2013 erschienene Album Tocsin hierüber massiv geprägt sei.

## Stil
Die Band wird überwiegend dem Post-Rock sowie dem Post-Metal zugerechnet. Die Bandmitglieder räumen Einflüsse von Neurosis, Isis und Old Man Gloom ein, verweisen jedoch ebenso auf Einflüsse durch Joy Division, My Bloody Valentine, Black Sabbath und Darkthrone. In Besprechungen wird zumeist auf schwere tief gestimmte Riffausbrüche und lange ruhige Passagen verwiesen, um den Stil zu umschreiben. Die Musik weist jedoch mit Blastbeat-Passagen und gelegentlichen hell-zittrigen Riffs auch stilistische Einflüsse des Black Metal auf. Auch die frühe Leistung des ehemaligen Sängers wird zwischen Black Metal, Post-Metal und Sludge gesehen. Während die Band so zumeist dem Metal zugerechnet wird, fußt das Selbstverständnis der Musiker eher im Shoegaze.

„[O]ur ethos is far more shoegazing-oriented. We are too tired and not tough enough to be a bunch of metalheads in the vein of [...] Isis and Neurosis!!“

„Unser Ethos ist weit stärker am Shoegazing orientiert. Um einem Haufen Metalheads wie Isis oder Neurosis zu entsprechen sind wir zu müde und nicht hart genug.“

## Diskografie
- 2004: Demo (Demo, Radar Swarm Records)
- 2005: Progression Through Carnage (Kompilation Beitrag: „Par économie pendant la crise on éteint la lumière au bout du tunnel“, Hyperblasted Records)
- 2005: Aspidistra .Opus.IV. (Kompilation Beiträge: Thanatos und L'angoisse du veilleur de nuit d'autoroute les soirs d'alarme à accident, Aspidistra Records)
- 2006: Nord (Album, Radar Swarm Records, Re-Release: 2007  Crucial Blast, 2008 Cavity Records, 2012 Musicfearsatan)
- 2009: Live at Roadburn 2008 (Livealbum, Roadburn Records)
- 2009: Dark 80's (Split-EP, Atropine Records)
- 2009: Karysun/Year of No Light (Split-EP, Radar Swarm Records)
- 2009: Year of No Light/Machu Picchu Mother Future (Split-EP, Musicfearsatan)
- 2009: East of the Wall/Year of No Light/Rosetta (Split-EP, Translation Loss Records)
- 2010: Ausserwelt (Album, Conspiracy Records, Re-Release: 2012 Music Fear Satan)
- 2012: Year of No Light/Altar of Plagues (Split-EP, Musicfearsatan)
- 2012: Year of No Light & Thisquietarmy (Kollaborations-EP, Destructure Records)
- 2012: Year of No Light/Mars Red Sky (Split-EP, Headspin Records)
- 2013: Vampyr (Livealbum, Musicfearsatan)
- 2013: Tocsin (Album, Debemur Morti Productions)
- 2021: Consolamentum (Album, Pelagic Records)